# Emperador Wenzong de Tang
Emperador Wenzong de Tang (xinès tradicional: 唐文宗) (809 - 840), va ser el 15è emperador de la Dinastia Tang (618-907) i va regnar durant el període de 827 a 840.

## Biografia
L'emperador Wenzong deTang, nascut com Li Han (李涵) i de nom personal Li Ang (李昂) va néixer el 809, durant el regnat del seu avi, l'emperador Xianzong. Era el segon fill de l'emperador Muzong i de la Consort Guo. Germà petit de l'emperador Jingzong i germà gran de l'emperador Wuzong.
El 827, l'emperador Jingzong va ser assassinat per un grup de guàrdies imperials i eunucs, dirigits per Liu Keming (劉克明). Liu va intentar inicialment que el germà petit de l'emperador Muzong Li Wu, fos el nou emperador, però un altre grup de poderosos eunucs Wang Shoucheng i Yang Chenghe i comandants dels exèrcits Shence Wei Congjian (魏 從簡) i Liang Shouqian (梁守謙) van contrarestar l'operació, i que Li Han fos nomenat nou emperador a partir de les orr ordres dictades en nom de la seva àvia Consort Guo (que llavors era la gran emperadriu vídua) (com a emperador Wenzong). Li Han va canviar el nom de naixement pel nom personal Li Ang.

### Conflictes territorials i els senyors de la guerra
Durant tot el seu regnat Wenzong va tenir múltiples conflictes amb els senyors de la guerra de diferents zones.
Un dels primers enfrontaments el va tenir amb Li Tongjie, governador militar de Henghai (橫海), amb seu a l'actual Cangzhou, a la província de Hebei), fill de Li Quanlüe, Li Tongjie, va prendre el control de la zona sense sanció imperial, amb l'esperança de succeir al seu pare. Inicialment, el govern imperial no va prendre cap mesura i, després que l'emperador Wenzong prengués el tron, Li Tongjie va enviar el seu secretari Cui Congzhang (崔 從 長) i els germans Li Tongzhi (李 同志) i Li Tongsun (李 同 巽) a la capital Chang'an a rendir homenatge a l'emperador Wenzong, amb l'esperança que l'emperador Wenzong aprovés la seva successió.
Com a resposta,Wenzong va nomenar a Li Tongjie com a governador militar de Yanhai, amb seu a l'actual Jining, província de Shandong) i va transferir a Henghai, un antic governador de la província. Li Tongjie va decidir resistir militarment, i va ser recolzat pel senyor de la guerra Wang Tingcou, el governador militar Chengde,amb seu a l'actual Shijiazhuang. L'emperador Wenzong va mobilitzar diverses tropes al voltant de Henghai per atacar-lo, però no va aconseguir l'èxit fins al 829 quan Li Tongjie va ser derrotat pel general imperial Li You.
Posteriorment Wenzong va tenir problemes amb altres governadors militars d'altres ciutats i províncies, com les actuals Handan a Hebei, Yuncheng a Shanxi o Chengdu a Sichuan.

### El poder dels eunucs
Com ja havia passat amb anteriors emperadors de la dinastia, Wenzong va intentar, sense èxit, alliberar la cort de la influència dels eunucs del palau, que havien usurpat gran part del poder imperial i assassinat a l'emperador Jingzong.
Wenzong, cansat de la influència dels eunucs sobre el seu govern i el control del palau, va decidir amb l'ajut de Song Shenxi desarmar els eunucs, en particular Wang Shoucheng. Per planificar-ho, va fer nomenar a Song com a canceller. Els plans contra els eunucs van fallar, cosa que va provocar greus conflictes interns en els quals tres dels seus ministres principals i diversos altres funcionaris van ser assassinats.

### Relacions exteriors
Wenzong va tenir un interès especial en les relacions amb el Japó. Va fer que es redactés una carta per lliurar-la a l'emperador del Japó, que va enviar a través d'ambaixadors japonesos que havien viatjat des de Heian-kyō com part d'una missió diplomàtica. De tornada a casa el 839, aquests ambaixadors van entregar la comunicació a l'emperador Ninmyō Tennō (810-850).

### Política cultural
Wenzong va emetre un decret imperial en què es deia la poesia de Li Bai, la cal·ligrafia de Zhang Xu i el joc d'espasa de Pei Min com les "Tres meravelles del gran imperi Tang".
El 837, es va acabar la Universitat Imperial per a nobles, un projecte encarregat per l'emperador Wenzong per presentar els textos i comentaris dels clàssics confucians sobre tauletes de pedra i exposar-los públicament.